# Lista monumentelor istorice din județul Cluj - D

Simbol utilizat pentru monumentele istorice

Lista monumentelor istorice din județul Cluj - D cuprinde monumentele istorice înscrise în Patrimoniul cultural național al României și aflate în localități din județul Cluj al căror nume începe cu litera D.
Lista completă este menținută și actualizată periodic de către Ministerul Culturii, Cultelor și Patrimoniului Național din România, prin intermediul Institutului Național al Patrimoniului, ultima versiune datând din 2015. Această listă cuprinde și actualizările ulterioare, realizate prin ordin al ministrului culturii.
Puteți căuta un monument din județul Cluj folosind formularul de mai jos sau puteți naviga prin toate monumentele din județ la lista monumentelor istorice din județul Cluj.
| Cod LMI                              | Denumire                                                 | Localitate                            | Localizare | Datare, Creatori                                           | Imagine               | Erori             |
| ------------------------------------ | -------------------------------------------------------- | ------------------------------------- | --- | ---------------------------------------------------------- | --------------------- | ----------------- |
| CJ-I-m-A-06937.03                    | Așezare fortificată cu zid de incintă din piatră         | sat Dăbâca; comuna Dăbâca             | „Cetate” | sec. XI - XII                                              |                       | Raportează eroare |
| CJ-I-s-B-07025 (RAN: 57555.02)       | Tumuli                                                   | sat Dăbâca; comuna Dăbâca             | „La Tiglă” 46.97626°N 23.6934°E | Preistorie                                                 | Încarcă foto \| video | Raportează eroare |
| CJ-I-s-B-07026 (RAN: 57555.03)       | Așezare                                                  | sat Dăbâca; comuna Dăbâca             | „Cătun” 46.98021°N 23.66235°E | Latène                                                     | Încarcă foto \| video | Raportează eroare |
| CJ-I-s-A-07027 (RAN: 57555.01)       | Ansamblul fortificat Dăbâca                              | sat Dăbâca; comuna Dăbâca             | „Cetate” 46.97647°N 23.67136°E |                                                            | Alte imagini          | Raportează eroare |
| CJ-I-m-B-07027.01                    | Așezare                                                  | sat Dăbâca; comuna Dăbâca             | „Cetate” și „Pe șanț” | sec. XII - XIV                                             | Încarcă foto \| video | Raportează eroare |
| CJ-I-m-B-07027.02                    | Necropolă                                                | sat Dăbâca; comuna Dăbâca             | „Cetate” și „Pe șanț” | sec. XI - XII                                              | Încarcă foto \| video | Raportează eroare |
| CJ-I-m-A-07027.03 (RAN: 57555.01.03) | Ruine biserică                                           | sat Dăbâca; comuna Dăbâca             | „Cetate” 46.97647°N 23.67136°E | sec XI - XII                                               | Încarcă foto \| video | Raportează eroare |
| CJ-I-m-A-07027.04 (RAN: 57555.01.04) | Așezare fortificată cu val de pământ și șanț             | sat Dăbâca; comuna Dăbâca             | „Cetate” 46.97647°N 23.67136°E | sec. IX - XI                                               |                       | Raportează eroare |
| CJ-I-s-A-07028 (RAN: 55017.01)       | Tumuli                                                   | municipiul Dej                        | „Dealul Bela” 47.15149°N 23.88094°E | Preistorie                                                 | Încarcă foto \| video | Raportează eroare |
| CJ-I-s-A-07029 (RAN: 55017.02)       | Așezare fortificată cu val de pământ și șanț             | municipiul Dej                        | „Cziczhegy” 47.16832°N 23.84285°E | Preistorie                                                 | Încarcă foto \| video | Raportează eroare |
| CJ-I-s-A-07030 (RAN: 55017.03)       | Vestigii ale căilor de comunicație din epoca romană      | municipiul Dej                        | La V de oraș, în direcția Jibou | Epoca romană                                               | Încarcă foto \| video | Raportează eroare |
| CJ-I-m-A-07030.01 (RAN: 55017.03.01) | Ruine pod roman                                          | municipiul Dej                        | La V de oraș, în direcția Jibou 47.14794°N 23.87449°E | Epoca romană                                               | Încarcă foto \| video | Raportează eroare |
| CJ-I-m-A-07030.02 (RAN: 55017.03.02) | Drum roman                                               | municipiul Dej                        | La V de oraș, în direcția Jibou 47.14794°N 23.87449°E | Epoca romană                                               | Încarcă foto \| video | Raportează eroare |
| CJ-I-s-A-07031 (RAN: 55017.04)       | Situl arheologic de la Dej, punct „Dealul Rozelor”       | municipiul Dej                        | „Dealul Rozelor” 47.13902°N 23.88951°E |                                                            | Încarcă foto \| video | Raportează eroare |
| CJ-I-m-A-07031.01 (RAN: 55017.04.03) | Cetate                                                   | municipiul Dej                        | „Dealul Rozelor” 47.13902°N 23.88951°E | Epoca medievală                                            | Încarcă foto \| video | Raportează eroare |
| CJ-I-m-A-07031.02 (RAN: 55017.04.02) | Așezare fortificată                                      | municipiul Dej                        | „Dealul Rozelor” 47.13902°N 23.88951°E | Hallstatt                                                  | Încarcă foto \| video | Raportează eroare |
| CJ-I-s-B-07032 (RAN: 57001.01)       | Situl arheologic de la Deușu, punct „Apreșude Jos”       | sat Deușu; comuna Chinteni            | „Apreșu de Jos” |                                                            | Încarcă foto \| video | Raportează eroare |
| CJ-I-m-B-07032.01 (RAN: 57001.01.02) | Așezare                                                  | sat Deușu; comuna Chinteni            | „Apreșu de Jos” | sec. II - III p. Chr.                                      | Încarcă foto \| video | Raportează eroare |
| CJ-I-m-B-07032.02 (RAN: 57001.01.01) | Așezare                                                  | sat Deușu; comuna Chinteni            | „Apreșu de Jos” | Epoca bronzului                                            | Încarcă foto \| video | Raportează eroare |
| CJ-I-s-B-07033 (RAN: 57001.02)       | Tumul                                                    | sat Deușu; comuna Chinteni            | „Acăstăi” | Preistorie                                                 | Încarcă foto \| video | Raportează eroare |
| CJ-I-s-B-07034 (RAN: 57001.03)       | Așezare                                                  | sat Deușu; comuna Chinteni            | „Valea Puturoasa” 46.90754°N 23.53812°E | Epoca romană                                               | Încarcă foto \| video | Raportează eroare |
| CJ-I-s-B-07035 (RAN: 55730.01)       | Situl arheologic de la Dezmir, punct „Butin”, „Ciuha”    | sat Dezmir; comuna Apahida            | „La Butiu”, „Ciuha” |                                                            | Încarcă foto \| video | Raportează eroare |
| CJ-I-m-B-07035.01 (RAN: 55730.01.02) | Așezare                                                  | sat Dezmir; comuna Apahida            | „La Butiu”, „Ciuha” 46.77172°N 23.72672°E | Epoca bronzului                                            | Încarcă foto \| video | Raportează eroare |
| CJ-I-m-B-07035.02 (RAN: 55730.01.01) | Așezare                                                  | sat Dezmir; comuna Apahida            | „La Butiu”, „Ciuha” 46.77172°N 23.72672°E | Eneolitic                                                  | Încarcă foto \| video | Raportează eroare |
| CJ-I-s-A-07036                       | Situl arheologic de la Dezmir, punct „Tăușor”            | sat Dezmir; comuna Apahida            | „Tăușor” |                                                            | Încarcă foto \| video | Raportează eroare |
| CJ-I-m-B-07036.01 (RAN: 55730.02.02) | Așezare                                                  | sat Dezmir; comuna Apahida            | „Tăușor” | Epoca medievală timpurie                                   | Încarcă foto \| video | Raportează eroare |
| CJ-I-m-B-07036.02 (RAN: 55730.02.01) | Așezare                                                  | sat Dezmir; comuna Apahida            | „Tăușor” | Hallstatt                                                  | Încarcă foto \| video | Raportează eroare |
| CJ-I-s-A-07037 (RAN: 55730.03)       | Necropolă                                                | sat Dezmir; comuna Apahida            | La marginea de V a atelierelor CFR 46.78139°N 23.71201°E | Latène                                                     | Încarcă foto \| video | Raportează eroare |
| CJ-I-s-B-07038 (RAN: 55730.04)       | Așezare                                                  | sat Dezmir; comuna Apahida            | „Crișeni”, „Sub Berc” 46.75805°N 23.70724°E | sec. II - III p. Chr.                                      | Încarcă foto \| video | Raportează eroare |
| CJ-I-s-B-07039 (RAN: 59531.01)       | Așezare                                                  | sat Diviciorii Mari; comuna Sânmartin | „Grajduri” | Epoca bronzului                                            | Încarcă foto \| video | Raportează eroare |
| CJ-I-s-B-07040 (RAN: 59470.01)       | Așezare                                                  | sat Domoșu; comuna Sâncraiu           | „Vârful Turdanului” 46.81628°N 23.02257°E | Epoca bronzului                                            | Încarcă foto \| video | Raportează eroare |
| CJ-I-s-A-07041 (RAN: 55534.01)       | Situl arheologic de la Dorolțu, punct „Dealul Bisericii” | sat Dorolțu; comuna Aghireșu          | Dealul Bisericii 46.85768°N 23.29896°E |                                                            | Încarcă foto \| video | Raportează eroare |
| CJ-I-m-A-07041.01 (RAN: 55534.01.04) | Așezare                                                  | sat Dorolțu; comuna Aghireșu          | Dealul Bisericii 46.85768°N 23.29896°E | Epoca fierului                                             | Încarcă foto \| video | Raportează eroare |
| CJ-I-m-A-07041.02 (RAN: 55534.01.03) | Așezare                                                  | sat Dorolțu; comuna Aghireșu          | Dealul Bisericii 46.85768°N 23.29896°E | Epoca bronzului                                            | Încarcă foto \| video | Raportează eroare |
| CJ-I-m-A-07041.03 (RAN: 55534.01.02) | Așezare                                                  | sat Dorolțu; comuna Aghireșu          | Dealul Bisericii 46.85768°N 23.29896°E | Perioada de tranziție la epoca bronzului, Cultura Coțofeni | Încarcă foto \| video | Raportează eroare |
| CJ-I-s-A-07042 (RAN: 55534.02)       | Așezare                                                  | sat Dorolțu; comuna Aghireșu          | „Dâmbu Mic” 46.85442°N 23.2859°E | sec. VI-VII                                                | Încarcă foto \| video | Raportează eroare |
| CJ-I-s-B-07043 (RAN: 56639.01)       | Așezare                                                  | sat Dumbrava; comuna Căpușu Mare      | „Valea Oșorheiului” 46.82019°N 23.19879°E | Preistorie                                                 | Încarcă foto \| video | Raportează eroare |
| CJ-I-s-B-07044 (RAN: 56639.02)       | Așezare                                                  | sat Dumbrava; comuna Căpușu Mare      | „Budulău” 46.82049°N 23.23509°E | Preistorie                                                 | Încarcă foto \| video | Raportează eroare |
| CJ-II-m-B-07588 (RAN: 57555.04)      | Conacul Rhedey                                           | sat Dăbâca; comuna Dăbâca             | 158 46.97295°N 23.67763°E | sec. XVIII                                                 | Încarcă foto \| video | Raportează eroare |
| CJ-II-m-B-07589 (RAN: 57555.05)      | Biserica reformată                                       | sat Dăbâca; comuna Dăbâca             | 312 | 1743                                                       | Alte imagini          | Raportează eroare |
| CJ-II-m-B-07590 (RAN: 55525.01)      | Biserica de lemn „Învierea Domnului”                     | sat Dâncu; comuna Aghireșu            | 127 | 1740                                                       | Alte imagini          | Raportează eroare |
| CJ-II-m-B-07591 (RAN: 56611.01)      | Biserica de lemn „Sf. Gheorghe”                          | sat Dângău Mare; comuna Căpușu Mare   | 113 46.75535°N 23.19921°E | sec. XVIII                                                 | Alte imagini          | Raportează eroare |
| CJ-II-m-B-07592 (RAN: 56620.01)      | Biserica de lemn „Pogorârea Sf. Duh”                     | sat Dângău Mic; comuna Căpușu Mare    | 45 | 1764                                                       | Alte imagini          | Raportează eroare |
| CJ-II-m-B-07593                      | Casă                                                     | sat Dângău Mic; comuna Căpușu Mare    | 83 | 1889-1900                                                  | Încarcă foto \| video | Raportează eroare |
| CJ-II-m-B-07594 (RAN: 58892.02)      | Biserica reformată                                       | sat Dârja; comuna Panticeu            | 162 | sec. XIII-XV                                               | Alte imagini          | Raportează eroare |
| CJ-II-m-B-07595 (RAN: 56498.01)      | Biserica de lemn „Sf. Voievozi”                          | sat Dealu Negru; comuna Călățele      | 4 | 1764                                                       | Alte imagini          | Raportează eroare |
| CJ-II-a-A-07597                      | Ansamblul urban „Centrul istoric Dej”                    | municipiul Dej                        | Zona delimitată de str. Titulescu, de la nr.16 la nr. 4, pe fundul de parcelă, str. Parcului, frontul vestic către Someș, Casina militara, limita parcelei nordice și estice, aleea pietonală de la nord de Tribunalul Dej, până la pârâul Salca, malul drept al pârâului Salca până la str. Mărășești, str. Mărășești frontul vestic, de la pod până la str. 1 Mai, limita estică si sudică a parcelei, str. Regina Maria nr.12, pârâul Salca, malul drept între str. 1 Mai și Crișan, str. Crișan frontul vestic, între pârâul Salca și str. Gutinului, limita sudică a parcelei din str. Gutinului nr.11, limita dintre parcelele din str. Gutinului nr. 12 și 10, limita dintre parcelele din str. Mioriței nr. 10 și 12, str. Mioriței frontul sudic, limita dintre parcelele din str. Mioriței nr. 2 si Piața Stefan cel Mare nr. 1, fundul de parcelă din Piața Stefan cel mare nr. 1 și 2A, limita sudică și vestică a parcelei din str. Înfrățirii nr. 1 (sinagoga), Piața Ștefan cel Mare frontul vestic, str. Aurel Vlaicu frontul vestic, Piața Lupeni frontul de parcelă de la nr. 21 A până la nr. 3, limita sudică și vestică a parcelei din Piața Lupeni nr. 4, limita sudică a parcelei din str. Traian nr. 1, limita dintre parcelele din str. Traian nr. 3 și 5, limita dintre parcelele din str. Traian nr. 4 și 6, limita nordică a parcelei din str. Traian nr. 4, limita dintre parcelele din str. Iorga nr. 4 si 6, frontul sud-estic al Pieței agro-alimentare, limita dintre parcelele din str. Titulescu nr. 7 și 9, str. Titulescu frontul sudic, limita estică, sudică și vestică a parcelei din str. Titulescu nr. 17, până la limita vestică a parcelei din str. Titulescu nr. 16. | sec. XVIII - XIX                                           |                       | Raportează eroare |
| CJ-II-m-B-07596                      | Biserica de lemn „Sf. Arhangheli Mihail și Gavriil”      | municipiul Dej                        | Str. 1 Mai 12-16, în curtea Spitalului municipal Dej 47.14074°N 23.88091°E | 1829                                                       | Alte imagini          | Raportează eroare |
| CJ-II-m-A-07598 (RAN: 55017.08)      | Biserica reformată                                       | municipiul Dej                        | Piața Bobâlna 6 47.14299°N 23.87378°E | sec. XV - XVIII                                            | Alte imagini          | Raportează eroare |
| CJ-II-m-B-07599 (RAN: 55017.07)      | Casă                                                     | municipiul Dej                        | Piața Bobâlna 7 | sec. XVIII                                                 |                       | Raportează eroare |
| CJ-II-m-B-20244                      | Casa Ioan Vaida-Voievod                                  | municipiul Dej                        | Piața Bobâlna 11 | 1907                                                       |                       | Raportează eroare |
| CJ-II-a-A-07600 (RAN: 55017.06)      | Mănăstirea franciscană                                   | municipiul Dej                        | Piața Bobâlna 16 | sec. XVIII                                                 |                       | Raportează eroare |
| CJ-II-m-A-07600.01                   | Biserica romano-catolică „Sf. Anton din Padova”          | municipiul Dej                        | Piața Bobâlna 16 | sec. XVIII                                                 | Alte imagini          | Raportează eroare |
| CJ-II-m-A-07600.02                   | Claustrul mănăstirii                                     | municipiul Dej                        | Piața Bobâlna 16 | sec. XVIII                                                 | Încarcă foto \| video | Raportează eroare |
| CJ-II-m-B-07602                      | Casă                                                     | municipiul Dej                        | Str. Mircea cel Batrân 7 | 1931                                                       |                       | Raportează eroare |
| CJ-II-m-B-07603                      | Sinagogă                                                 | municipiul Dej                        | Piața Stefan cel Mare 1 | sec. XX                                                    |                       | Raportează eroare |
| CJ-II-m-B-07604                      | Tribunalul Dej                                           | municipiul Dej                        | Str. Titulescu Nicolae 2 | sec. XIX - XX                                              |                       | Raportează eroare |
| CJ-II-m-B-07605 (RAN: 59531.02)      | Biserica reformată                                       | sat Diviciorii Mari; comuna Sânmartin | 149 | sec. XVIII                                                 | Alte imagini          | Raportează eroare |
| CJ-II-m-B-07606 (RAN: 59470.02)      | Biserica reformată                                       | sat Domoșu; comuna Sâncraiu           | 33 | sec. XVIII                                                 |                       | Raportează eroare |
| CJ-II-a-B-07607                      | Ansamblul bisericii reformate                            | sat Dorolțu; comuna Aghireșu          | 45 | sec. XIV - XIX                                             | Alte imagini          | Raportează eroare |
| CJ-II-m-B-07607.01                   | Biserica reformată                                       | sat Dorolțu; comuna Aghireșu          | 45 | sec. XIV - XVII                                            | Alte imagini          | Raportează eroare |
| CJ-II-m-B-07607.02                   | Clopotnița bisericii reformate                           | sat Dorolțu; comuna Aghireșu          | 45 | sec. XIX                                                   |                       | Raportează eroare |
| CJ-II-m-B-07609 (RAN: 56639.03)      | Biserica reformată                                       | sat Dumbrava; comuna Căpușu Mare      | 63 46.82572°N 23.21721°E | sec. XVIII                                                 | Alte imagini          | Raportează eroare |
| CJ-II-m-B-07610                      | Primăria veche                                           | sat Dumbrava; comuna Căpușu Mare      | 76 | sec. XX                                                    | Încarcă foto \| video | Raportează eroare |
| CJ-IV-m-B-07860                      | Casa în care s-a întâlnit Avram Iancu cu Gavril Manu     | municipiul Dej                        | Str. Iancu Avram 13 |                                                            | Alte imagini          | Raportează eroare |
| CJ-IV-m-B-07862                      | Casa în care a trăit Mihali Teodor                       | municipiul Dej                        | Str. Mircea cel Batrân 2 | sec. XIX                                                   | Alte imagini          | Raportează eroare |